# 新疆生产建设兵团第四师六十七团
新疆生产建设兵团第四师六十七团是中华人民共和国新疆生产建设兵团第四师下辖的一个团，与新疆维吾尔自治区可克达拉市金屯镇实行“团镇合一”的管理体制。

## 行政区划
新疆生产建设兵团第四师六十七团下辖以下单位：
团部、一连、二连、三连、四连、五连、六连、八连、十一连、畜牧公司生活区和园林站生活区。